# Lenny Breau
Pour les articles homonymes, voir Lenny.
Lenny Breau est un guitariste canadien né le 5 août 1941 à Auburn (Maine) et mort le 12 août 1984 à Los Angeles.

## Biographie
La famille Breau déménage en 1948 à Moncton (Nouveau-Brunswick) puis en 1957 à Winnipeg (Manitoba).
Venu de la musique country et fort d'une solide expérience par sa participation aux concerts donnés par ses parents (Harold Breau et Betty Cody, tous deux musiciens professionnels), il développe un style mélangeant jazz, country et flamenco, ainsi que la pratique des harmoniques. Remarqué rapidement par le milieu de la musique, il restera longtemps méconnu du grand public. 